# بیگینیایوو
بیگینیایوو (انگلیسی: Biginyayevo) یک شهرک در شهرستان بورایفسکی باشقیرستان کشور روسیه است.